# Amartya Sen
Amartya Kumar Sen (sinh ngày 3 tháng 11 năm 1933) là nhà kinh tế học, triết gia Ấn Độ. Năm 1998, ông được trao giải Nobel kinh tế (tức giải thưởng về khoa học kinh tế được trao bởi Ngân hàng Thụy Điển) bởi những đóng góp về: kinh tế phúc lợi, công trình về sự khan hiếm các nguồn lực, nguyên lý phát triển con người, những cơ chế nằm bên dưới sự nghèo nàn và lý thuyết về chủ nghĩa tự do chính trị. Ông là người Á châu đầu tiên và cũng là người châu Á ngoài Israel duy nhất được giải thưởng này.
Ông hiện là giáo sư đại học Thomas W. Lamont và giáo sư kinh tế, triết học tại Đại học Harvard. Ông cũng là một thành viên cao cấp của hiệp hội Harvard, ủy viên xuất sắc của All Souls College, Oxford và là ủy viên của Trinity College, Cambridge, ông dạy tại đây từ năm 1998 tới 2004. Sen là một thành viên của Hội đồng tư vấn ưu đãi cho sức khỏe toàn cầu, một quỹ chăm sóc sức khỏe không lợi nhuận. Ông là người Ấn Độ đầu tiên và là người châu Á đầu tiên đứng đầu một trường Oxbridge. Ông cũng là hiệu trưởng danh dự đầu tiên của Đại học Quốc tế Nalanda.
Sách của Sen đã được dịch ra hơn 30 ngôn ngữ trong khoảng 40 năm. Ông là người được ủy thác của Hội những nhà kinh tế vì hòa bình và an ninh. Năm 2006, tạp chí Time liệt ông vào danh sách "60 năm của những Anh hùng châu Á" và năm 2010 đưa ông vào danh sách "100 người có ảnh hưởng nhất trên thế giới" của mình. New Statesman liệt kê vào ấn bản 2010 là "50 người có ảnh hưởng nhất thế giới".
Sen là một trong 20 người đoạt giải Nobel ký vào "Bản ghi nhớ Stockholm" tại Hội thảo những người đoạt giải Nobel lần thứ 3 về Phát triển bền vững toàn cầu tại Stockholm, Thụy Điển vào ngày 18 tháng 5 năm 2011.

## Tiểu sử
Sen xuất thân từ một gia đình trí thức. Cha ông từng là giáo sư đại học Dhaka, bây giờ thuộc nước Bangladesh. Năm 1947 khi Ấn Độ bị chia đôi, gia đình ông di cư sang Ấn Độ.

### Đại học
Ông tốt nghiệp cử nhân tại đại học Kolkata, sau đó sang Anh học tại đại học Cambridge.

### Sự nghiệp
Từ năm 1998 đến 2004 ông giữ cương vị hiệu trưởng trường Trinity thuộc đại học Cambridge và là giảng viên châu Á đầu tiên đứng đầu một trường thuộc Oxbridge. Sen đặc biệt quan tâm đến những cuộc thảo luận về Toàn cầu hóa. Sen đã thực hiện rất nhiều bài giảng trước các ủy viên ban quản trị lâu năm của Ngân hàng thế giới & là chủ tịch danh dự của Oxfam.
Trong rất nhiều bài báo ông viết về kinh tế học phát triển, Sen dành khá nhiều thời gian nhằm tuyên truyền xóa bỏ bất bình đẳng giới tính. Ông đang giảng dạy tại trường đại học Lamont, thuộc trường đại học Harvard với cương vị giáo sư. Những tác phẩm của Sen đã được dịch sang hơn 30 ngôn ngữ khác nhau. Sen là người ủy thác của các nhà kinh tế học cho Hòa bình & An toàn.

## Giải thưởng
- Năm 1998, Sen được Chứng nhận trong giải Nobel kinh tế đối với những đóng góp về kinh tế phúc lợi.
- Năm 1999, Sen nhận được giải thưởng Bharat Ratna, giải thưởng cao nhất dành cho các công dân Ấn Độ.
- Năm 2000, Sen được trao quyền công dân danh dự từ thủ tướng Bangladesh, Minister Sheikh Hasina, nhằm tôn vinh chiến thắng của ông khi nhận giải Nobel cũng như truyền thống gia đình ông đã trở thành kiểu mẫu hiện đại cho Bangladesh.
- Năm 2000, Sen nhận được giải thưởng Leontief cho những đóng góp nổi bật trong lý thuyết kinh tế của Viện phát triển và môi trường toàn cầu.
- Năm 2002, Sen nhận được giải thưởng nhà khoa học nhân văn quốc tế, được trao bởi Hiệp hội nhân văn và đạo đức quốc tế.
- Năm 2000, Sen nhận được huy chương Eisenhower dành cho các nhà lãnh đạo và phục vụ của Hợp chúng quốc Hoa Kỳ.
- Năm 2000, Sen nhận tước hiệu Quý ngài, được trao bởi Liên hiệp Anh.
- Năm 2003, Sen nhận huy hiệu suốt đời, được trao tặng bởi Phòng thương mại Ấn Độ.
- Huy chương suốt đời tại hội nghị Băng Cốc, được trao bởi Ủy ban kinh tế và xã hội châu Á - Thái Bình Dương của Liên hợp quốc (UNESCAP).

## Ấn bản
- 1960. Choice of Techniques.
- 1962. "An Aspect of Indian Agriculture," Economic Weekly, v. 14.
- 1970a. "The Impossibility of a Paretian Liberal," Journal of Political Economy, 78(1), pp. 152–157. Lưu trữ ngày 1 tháng 11 năm 2013 tại Wayback Machine
- 1970b. Collective Choice and Social Welfare, Holden-Day; Elsevier, 1984, with minor corrections. Description. Lưu trữ ngày 1 tháng 5 năm 2011 tại Wayback Machine
- 1973. On Economic Inequality, New York, Norton. 1997 expanded edition. Description.
- 1976. Poverty: An Ordinal Approach to Measurement, Econometrica, 44(2), pp. 219–231
- 1980. "Equality of What?" in The Tanner Lectures on Human Values, v. 1, pp. 197–220. Lưu trữ ngày 15 tháng 11 năm 2011 tại Wayback Machine Utah U.P. and Cambridge U.P.
- 1981. Poverty and Famines: An Essay on Entitlements and Deprivation, Oxford, Clarendon Press. Description and chapter-preview links.
- 1982. Choice, Welfare and Measurement, Harvard U.P. and Oxford, Basil Blackwell. Description and ch.-preview links. Review extract.
- 1984. Resources, Values, and Development, Harvard University Press. Reprinted 1997 Description.
- 1985a, 1999. Commodities and Capabilities, Elsevier, Oxford. Description[liên kết hỏng] and TOC Lưu trữ ngày 10 tháng 10 năm 2012 tại Wayback Machine. Review extract.
- 1986a. Food Economics and Entitlements, Helsinki, Wider Working Paper 1,.
- 1986b, "Social Choice Theory," in Handbook of Mathematical Economics, v. 3, ch. 2, pp. 1073–1181. Abstract.
- 1987. On Ethics and Economics, Oxford, Basil Blackwell. Description.
- 1989. Hunger and Public Action, ed. with Jean Drèze, Oxford: Clarendon Press. Description.
- 1990. "More Than 100 Million Women Are Missing". New York Review of Books.[12]
- 1992. Inequality Reexamined, Harvard U.P. and Oxford U.P. Description and chapter-preview links.
- 1992. "Equality of Capacity Lưu trữ ngày 11 tháng 5 năm 2011 tại Wayback Machine" (reference-shortened version of Sen, 1992, sect. 1.1-2, and 1980, sect. 3–4 Lưu trữ ngày 15 tháng 11 năm 2011 tại Wayback Machine).
- 1993. The Quality of Life, ed. with Martha Nussbaum, Oxford: Clarendon Press. Description and chapter-preview links.
- 1995. India: Economic Development and Social Opportunity, with Jean Drèze.
- 1997. Social Choice Re-Examined, ed., with Kenneth J. Arrow và Kotaro Suzumura, ed., 2 vol., Palgrave Macmillan. Description.
- 1998. "The Possibility of Social Choice," Nobel lecture.
- 1999a. Reason Before Identity (The Romanes Lecture for 1998), Oxford, Oxford University Press,. ISBN 0-19-951389-9 Description. Lưu trữ ngày 22 tháng 9 năm 2017 tại Wayback Machine
- 1999b. Development as Freedom, Oxford, Oxford University Press. Review in Asia Times Lưu trữ ngày 25 tháng 8 năm 2018 tại Wayback Machine.
- 2000. Freedom, Rationality, and Social Choice: The Arrow Lectures and Other Essays.
- 2002. Rationality and Freedom, Harvard, Belknap Press. Description and Table of Contents links and preview.
- 2002, 2011. Handbook of Social Choice and Welfare, ed., with Kenneth Arrow and Kotaro Suzumura, Elsevier. Description and chapter-preview links, v. 1 & 2.
- 2005. The Argumentative Indian, London: Allen Lane. Reviews in The Guardian[13] and The Washington Post.[14]
- 2005. The Three R's of Reform, Economic and Political Weekly, 40(19), pp. 1971–1974,
- 2006. Identity and Violence: The Illusion of Destiny (Issues of Our Time), New York, W. W. Norton.
- 2007. "Imperial Illusions: India, Britain, and the Wrong Lessons," The New Republic, 31 December
- 2008a. "justice," The New Palgrave Dictionary of Economics, 2nd Edition. Abstract & TOC.
- 2008b. "social choice," The New Palgrave Dictionary of Economics, 2nd Edition. Abstract & TOC.
- 2009. The Idea of Justice, Harvard University Press & Allen Lane. Description and, at bottom, chapter-preview links.
- 2010. Mismeasuring Our Lives: Why GDP Doesn't Add Up, with Joseph E. Stiglitz và Jean-Paul Fitoussi. ISBN 978-1-59558-519-6, The New Press. Description and preview.
- 2011. Peace and Democratic Society. Cambridge: Open Book Publishers.
- Other Publications on Google Scholar

## Lời phê bình
Tuy nhiên trong những cuốn sách ngoài lề về kinh tế học, nhiều chỉ trích xoay quanh những quan điểm lịch sử của Sen về Đạo hồi và thánh chiến chống lại những kẻ phỉ báng Hồi giáo (từ Fouad Ajami đăng trên thời báo Washington).

## Quan niệm
- "Việc giảm bớt tham nhũng ở các quốc gia đang phát triển bằng cách mở cửa thị trường có thể là lý do đủ lớn để kiến tạo tự do, ngay cả khi điều này không đem đến những lợi ích kinh tế thiết thực"
- "Không phải tin đồn mà là sự thật rằng nạn đói đã từng xảy ra ở bất kỳ quốc gia độc lập và dân chủ nào đấy và mang một sức ép vừa phải"